# Hysterocrates sjostedti
Hysterocrates sjostedti é uma espécie de aranha pertencente à família Theraphosidae (tarântulas).